# Astronave (singolo)
Astronave è un singolo del gruppo musicale italiano Zero Assoluto, pubblicato il 19 febbraio 2021.

## Video musicale
Il video, diretto da Olmo Parenti, è stato reso disponibile il 24 febbraio 2021 attraverso il canale YouTube del duo.

## Tracce
Testi e musiche di Thomas De Gasperi, Matteo Maffucci e Flavio Bruno Pardini.
1. Astronave – 3:21